# Mariä Himmelfahrt (Gliwice)

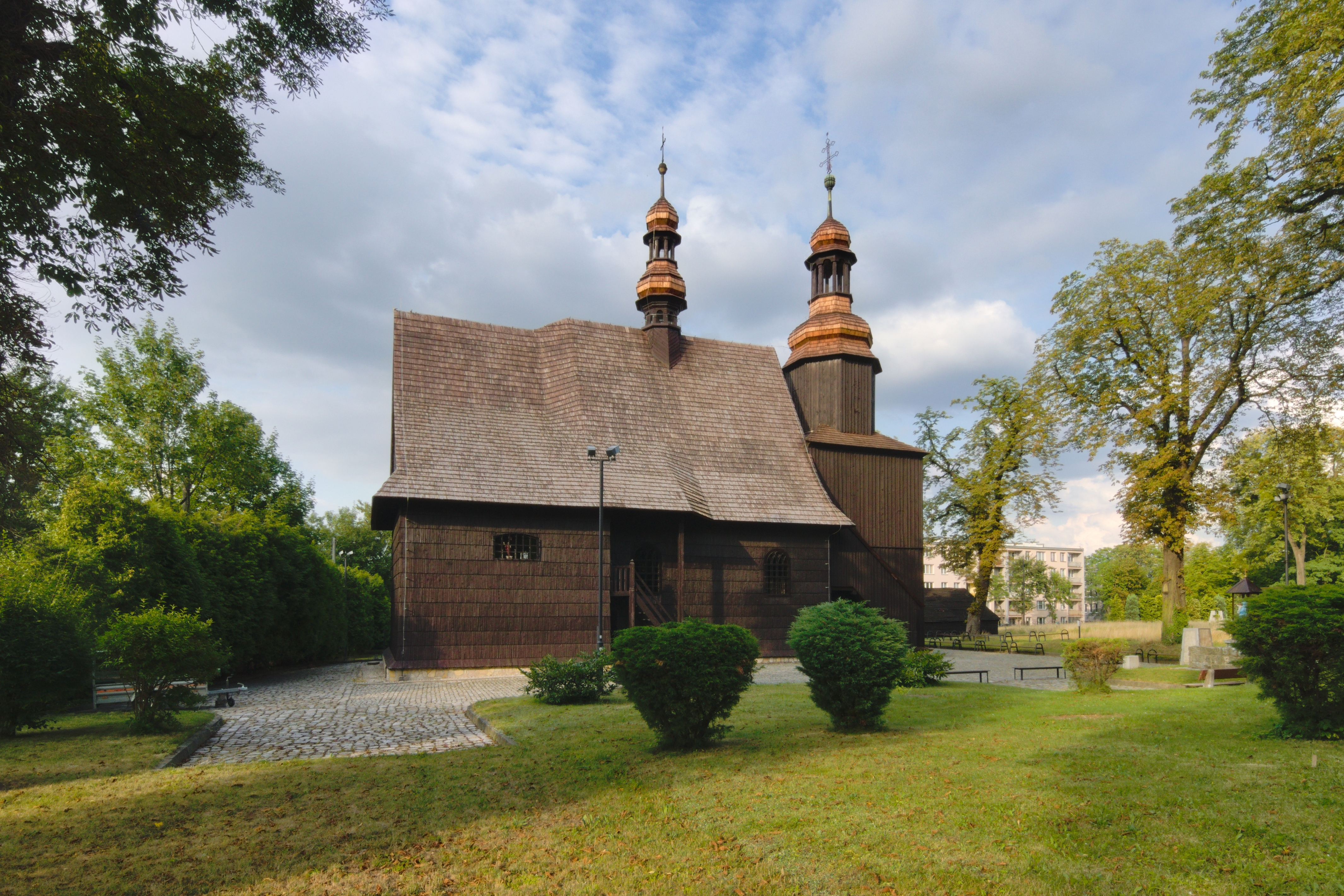
Die Mariä-Himmelfahrt-Kirche (Aufnahme aus dem Jahr 2022)

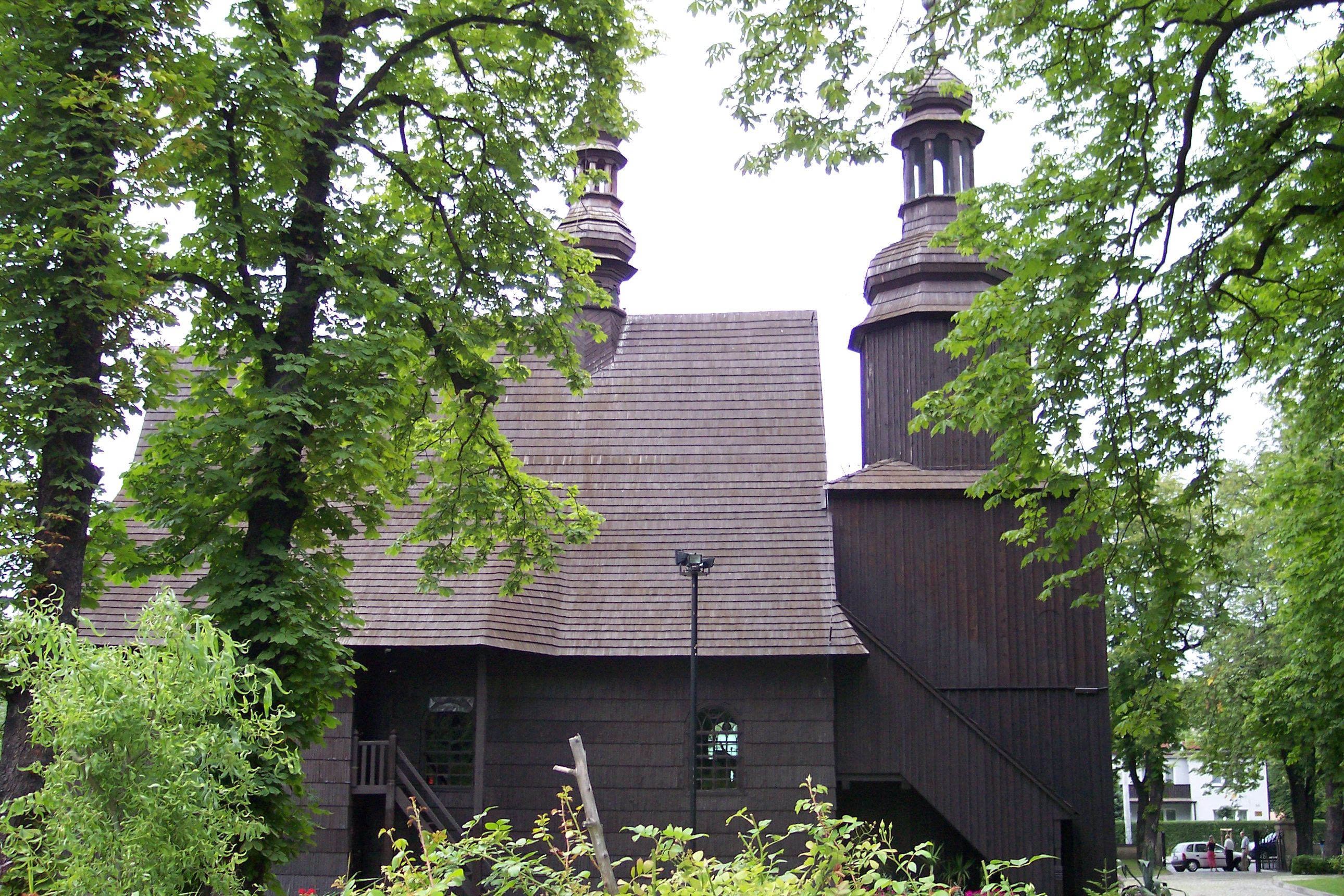
Die Mariä-Himmelfahrt-Kirche

Die Mariä-Himmelfahrt-Kirche (polnisch Kościół Wniebowzięcia Najświętszej Maryi Panny) oder Friedhofskirche in Gliwice (Gleiwitz) ist eine römisch-katholische Schrotholzkirche aus dem 15. Jahrhundert. Die Kirche ist eines der ältesten Schrotholzgebäude in Oberschlesien.

## Geschichte
Die Schrotholzkirche stammt aus dem Ort Zembowitz bei Olesno (Rosenberg O.S.). Dort wurde sie vermutlich 1493 erbaut. Im 17. und 18. Jahrhundert wurde sie umgebaut und erhielt ihren Turm.
1925 wurde die Kirche von der Stadt Gleiwitz erworben und sie wurde im selben Jahr nach Gleiwitz verlegt und dort unter der Leitung von Stadtbaurat Karl Schabik auf dem Zentralfriedhof wieder aufgebaut, um sie als Friedhofskirche zu nutzen. Gleichzeitig wurde auch die Krypta mit den darin befindlichen Särgen der Stifter von Zembowitz nach Gleiwitz verlegt. An dem Erwerb der Kirche waren Stadtbaurat Schabik, Museumsleiter Dr. Heinevetter, Stadtverordneter Völkel und Standesbeamter Proheska beteiligt. Am 30. Oktober 1926 wurde die Kirche ihrer Nutzung übergeben.
Die Maßnahme Schrotholzkirchen in Städte in die Umgebung von Grünanlagen umzusetzen war zu diesem Zeitpunkt sehr beliebt in Oberschlesien und diente neben dem Erhalt der Kulturgüter auch zur Attraktivitätssteigerung des städtischen Umfelds. So wurden auch in weiteren Städten in Oberschlesien Schrotholzkirchen aufgestellt.
1927 erhielt die Kirche drei Glocken, welche am Montag, den 15. August 1927 zusammen mit dem neuen Orgelwerk feierlich eingeweiht wurden. Den Weiheakt nahm der Erzpriester Geistl. Rat Flascha aus Schönwald vor. Die Glocken erhielten die Namen St. Maria (Pate war Oberbürgermeister Geisler), St. Josephus (Pate war Stadtrat Burzinski) und St. Maximilianus (Pate war Fleischermeister Frank). Die Marienglocke war den Gefallenen gewidmet und hatte die Inschrift: Den Gefallenen des Weltkrieges zum Gedächtnis.
In der sozialistischen Zeit verfiel die Kirche langsam, bis in den 1990er Jahren die Entscheidung getroffen wurde sie zu zerlegen und zu konservieren. Sie wurde an ihrem neuen Standort auf dem Friedhof an der ul. Kozielska 29 (Alte Coseler Straße) wieder aufgebaut.
Die Kirche besitzt gotische und barocke Elemente.